# Earning to give
Earning to give bezeichnet das Streben nach einer gut bezahlten Karriere, um dadurch einen signifikant hohen Teil des persönlichen Einkommens spenden zu können. Der Ursprung dieses Standpunktes liegt im effektiven Altruismus.
Befürworter von Earning to give sind der Meinung, dass die Maximierung des an wohltätige Einrichtungen gespendeten Betrags eine wichtige Rolle in der Karrierewahl spielen sollte. Dies sollte auch der Fall sein, wenn der angestrebte Beruf nicht vollständig den intrinsischen Motivationen entspricht.

## Unterstützer
In dem 1996 erschienenen Buch Living High and Letting Die schreibt der Philosoph Peter K. Unger, dass es moralisch vorbildlich und vielleicht sogar erforderlich für Akademiker wäre, die Hochschulen zu verlassen, um in der freien Wirtschaft erheblich mehr zu verdienen und dieses zusätzliche Einkommen zu spenden. Der Moralphilosoph Peter Singer hat mit seinem Essay aus 1971 Famine, Affluence and Morality die Grundlage für effektiven Altruismus und Earning to give geschaffen und setzt sich seither dafür ein, dass ein erheblicher Anteil des persönlichen Einkommens an effektive Wohltätigkeitsorganisationen gespendet werden soll. Singer ist ein öffentlicher Verfechter des effektiven Altruismus, der sich auch 2013 in einem TED Talk für Earning to give ausgesprochen hat.

## Christliche Variante
In Anlehnung an die jüdische Tradition des Zehnten wird auch in vielen christlichen Gemeinden ein Anteil von zehn Prozent gespendet, insbesondere für das Reich Gottes. Einzelne sind sogar in der Lage, das Verhältnis zwischen dem Gespendeten und dem Behaltenen umzudrehen (reverse tithe) und 90 Prozent ihrer Einnahmen zu spenden.

## Kritik
Émile P. Torres (Leibniz-Universität Hannover) und Nathan J. Robinson (Current Affairs) kritisieren, dass die Tätigkeit in einem hochbezahlten, aber moralisch nicht einwandfreien Beruf weniger Mehrwert altruistischen Zwecken zuführen und stattdessen zur Manifestierung von Problemen beigetragen würde. Damit sei der Ansatz – auch wenn Grenzfälle möglich seien – verallgemeinert kaum anders als Philanthropie oder Liebhaberei.